# C/2023 A3 (Tsuchinshan–ATLAS)
C/2023 A3 (Tsuchinshan–ATLAS) és un cometa del núvol d'Oort descobert per l'Observatori de la Muntanya Porpra el 9 de gener de 2023 i trobat independentment per l'ATLAS de Sud-àfrica el 22. Febrer de 2023. El cometa passarà pel periheli a una distància de 0.39 AU (58 milió km; 36 milió mi) el 27 de setembre de 2024, quan podria fer-se visible a ull nu.

## Història observacional

### Descobriment

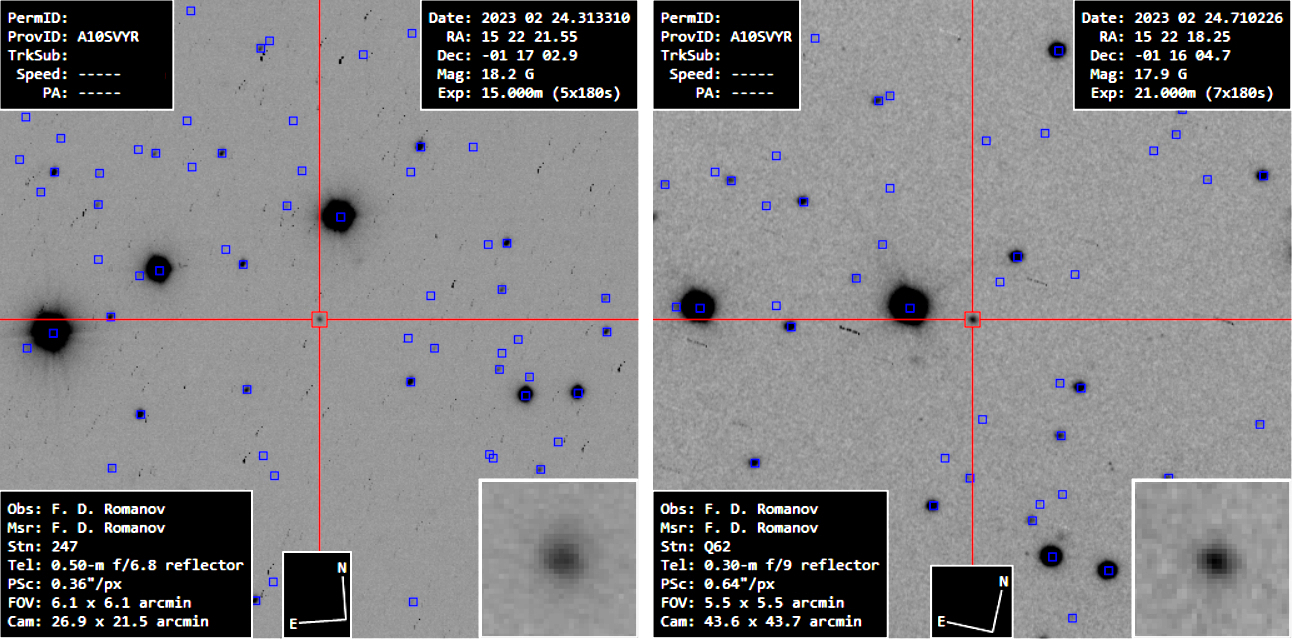
Imatges del cometa C/2023 A3 (Tsuchinshan–ATLAS) obtingudes el 24/02/2023 a telescopis remots per un astrònom aficionat

Durant la recerca realitzada per l'Asteroid Terrestrial-impact Last Alert System amb el reflector Schmidt de 0,5 m f/2 a l'Observatori Sutherland a Sud Àfrica es va detectar un objecte asteroide amb una magnitud estimada de 18,1 en imatges preses el 22 de febrer de 2023, quan el cometa estava a 7.3 AU (1.09 mil milions km; 680 milió mi) del Sol. Després dels primers càlculs de l'òrbita es va observar que era el mateix que un objecte de 18,7 magnituds informat al Minor Planet Center per l'Observatori de la Muntanya Porpra que es va detectar en imatges preses el 9 de gener de 2023. Va ser introduït a la llista d'objectes a l'espera de confirmació, però després que no es va informar de cap observació de seguiment, es va eliminar el 30 de gener de 2023 i es va considerar perdut. Basant-se en les convencions de denominació dels cometes, el cometa va rebre el nom d'ambdós observatoris.
L'objecte va ser detectat posteriorment en imatges preses per la Zwicky Transient Facility (ZTF) a l'Observatori Palomar el 22 de desembre de 2022, quan tenia una magnitud de 19,2–19,6. Aquestes imatges també van revelar que tenia una cabellera molt condensada i una petita cua recta de 10" de llarg, cosa que indica que era un cometa. Es va informar de més proves d'activitat cometària per Hidetaka Sato, M. Mattiazzo, i Cristóvão Jacques.

### Cap al periheli

Un lapse de temps del cometa C/2023 A3 (Tsuchinshan–ATLAS) capturat el 10 de maig de 2024

El cometa el gener de 2024 s'havia il·luminat a una magnitud aparent de 13,6 i, segons Bob King, era visible a través de telescopis de 15 polzades amb un augment de x142. Aleshores, el cometa es movia a través de les constel·lacions de Balança i Verge. A finals d'abril s'havia il·luminat a una magnitud aproximadament 10 i es podia observar a través de petits telescopis, mostrant una caballera curta. L'espectre del cometa el 31 de maig de 2024, quan el cometa estava a 2,33 ua del Sol, va indicar una forta emissió de cianur i se li va esgotar el carboni. El cometa tenia una gran proporció de pols a gas.
Al maig i juny, el ritme de brillantor del cometa es va alentir, mantenint-se entre les magnituds 10 i 11, mentre que es va observar visualment una cua polsegosa de 5 a 15 minuts d'arc que s'estenia cap a l'est. L'astrònom txecoestatunidenc Zdenek Sekanina va suggerir que això indica que el nucli del cometa s'ha anat fragmentant, amb la fragmentació començant a finals de març, com ho indica un augment de la velocitat de brillantor i la posterior disminució de la producció de pols i la forma de llàgrima estreta. Va predir que el cometa es desintegraria abans del periheli. Les observacions del cometa amb el telescopi robòtic TRAPPIST indiquen que la producció de pols va assolir un mínim al maig, quan el cometa estava prop d'un angle de fase de zero, i va començar a augmentar de nou un mes. més tard, mentre que les taxes de producció de gas van augmentar lentament durant aquest període. A mitjans de juny el cometa va entrar a la constel·lació de Lleó, al cel del vespre, i després es perdrà en la resplendor del Sol fins a finals de setembre. A principis de juliol es va observar fotogràficament una tènue cua d'ions que mesurava aproximadament un grau i mig de longitud. A l'agost, la nau espacial STEREO va observar que el cometa s'il·luminava de manera constant fins a una magnitud aparent de 7.
Durant l'última setmana de setembre es veurà al cel de l'alba, millor visible des de l'hemisferi sud, i es preveu que s'hagi il·luminat a segona magnitud. El periheli té lloc el 27 de setembre. Després d'això es tornarà a moure en conjunció amb el Sol. El 9 d'octubre de 2024 el cometa estarà a 3,5 graus del Sol. Apareix al cel del vespre a mitjans d'octubre.

## Prediccions de brillantor
Després de l'anunci del descobriment, es va estimar que el cometa arribaria a una magnitud total de +3 durant el periheli, assumint una magnitud absoluta (H) de 7 i 2,5n = 8, quan serà en elongació solar baixa. La brillantor màxima es pot produir unes tres setmanes després del periheli, a mitjans d'octubre, quan s'estima que és de quarta magnitud. Gideon van Buitenen va estimar que el cometa arribarà a una magnitud de 0,9 durant el periheli i −0,2 en el moment d'aproximació més propera a la Terra, suposant que H = 5,2 i 2,5n = 10, i es beneficiarà dels efectes de dispersió cap endavant.
Les dades revisades del juny de 2024 suggereixen que el cometa s'il·luminarà a una magnitud aparent de 2,2, suposant que H = 6 i 2,5n = 7,5, que és la taxa de brillantor mitjana dels cometes de llarg període del sistema solar interior. Tanmateix, s'espera que el cometa sigui almenys una magnitud més brillant a causa dels efectes de la dispersió cap endavant, que podria augmentar la brillantor en diverses magnituds al voltant del pic de l'efecte el 9.8 d'octubre de 2024. Més càlculs a principis de setembre indiquen que tenint en compte la dispersió cap endavant, el cometa serà més brillant que la magnitud 0 entre el 5 i el 13 d'octubre i podria arribar a un màxim de -4 el 9,4 d'octubre, quan es preveu que la dispersió cap endavant podria augmentar la magnitud del cometa. a 7 magnituds.

## Òrbita
El cometa té una òrbita retrògrada, situat a una inclinació de 139°. El cometa té el seu periheli el 27 de setembre de 2024, a una distància de 0,391 ua. L'aproximació més propera a la Terra serà el 12 d'octubre de 2024, a una distància de 0,47 ua. El cometa no s'acosta als planetes gegants del Sistema Solar. L'òrbita està feblement lligada al Sol abans d'entrar a la regió planetària del Sistema Solar. A causa de les pertorbacions planetàries, l'òrbita de sortida tindrà una excentricitat més gran que l'òrbita d'entrada i no està lligada al Sol ja que és feblement hiperbòlica. La trajectòria dèbilment hiperbòlica pot o no provocar que el cometa sigui expulsat del Sistema Solar. S'espera que estigui a 200 ua del Sol l'any 2237.
| Data i hora d'aproximació més propera | Distància terrestre (UA)                        | Distància al Sol (UA)                           | Velocitat relativa a la Terra (km/s) | Velocitat relativa al Sol (km/s) | Regió d'incertesa (3-sigma) | Constel·lació | Il·luminació de la Lluna | Referència |
| ------------------------------------- | ----------------------------------------------- | ----------------------------------------------- | ------------------------------------ | -------------------------------- | --------------------------- | ------------- | ------------------------ | ---------- |
| 12 d'octubre de 2024 15:18 ± 15 min   | 0.472 AU (70.6 milió km; 43.9 milió mi; 184 LD) | 0.556 AU (83.2 milió km; 51.7 milió mi; 216 LD) | 80.5                                 | 56.5                             | ± 7 milers de km            | Verge         | 70%                      | [ 26 ]     |

Posicions del cometa C/2023 A3 a la tardor de 2024
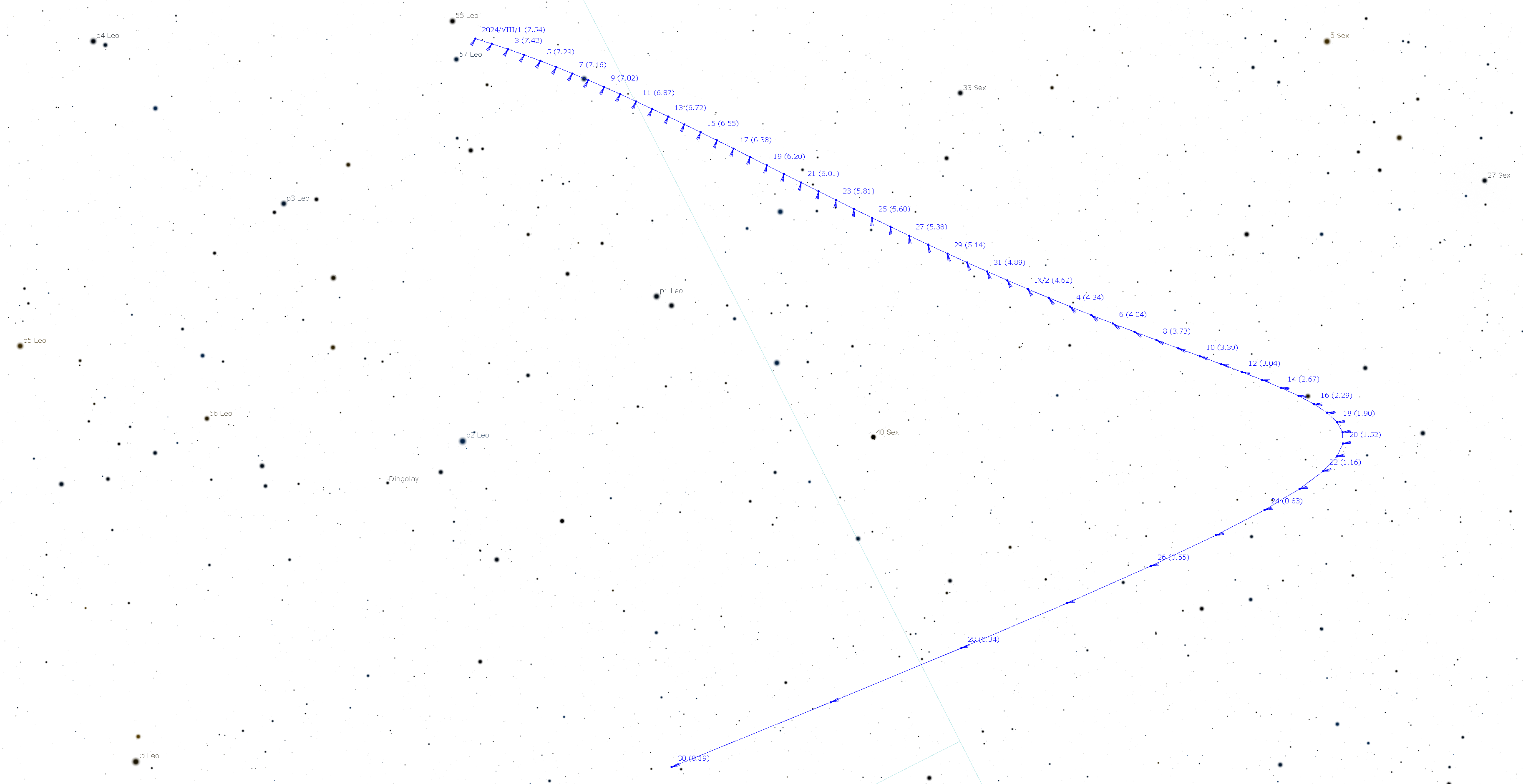
La posició del cometa C/2023 A3 a l'agost i setembre de 2024 amb les magnituds aparents esperades. El cometa es troba a la constel·lació del Lleó entre les dues estrelles 55 i 57 Leonis a uns sis graus al sud de l'eclíptica a principis d'agost i després es mou cap a la constel·lació de Sextans. Amb una brillantor aparent creixent, torna cap a la constel·lació de Lleó a la segona quinzena de setembre a la màxima latitud eclíptica sud (poc menys de 14 graus d'arc).
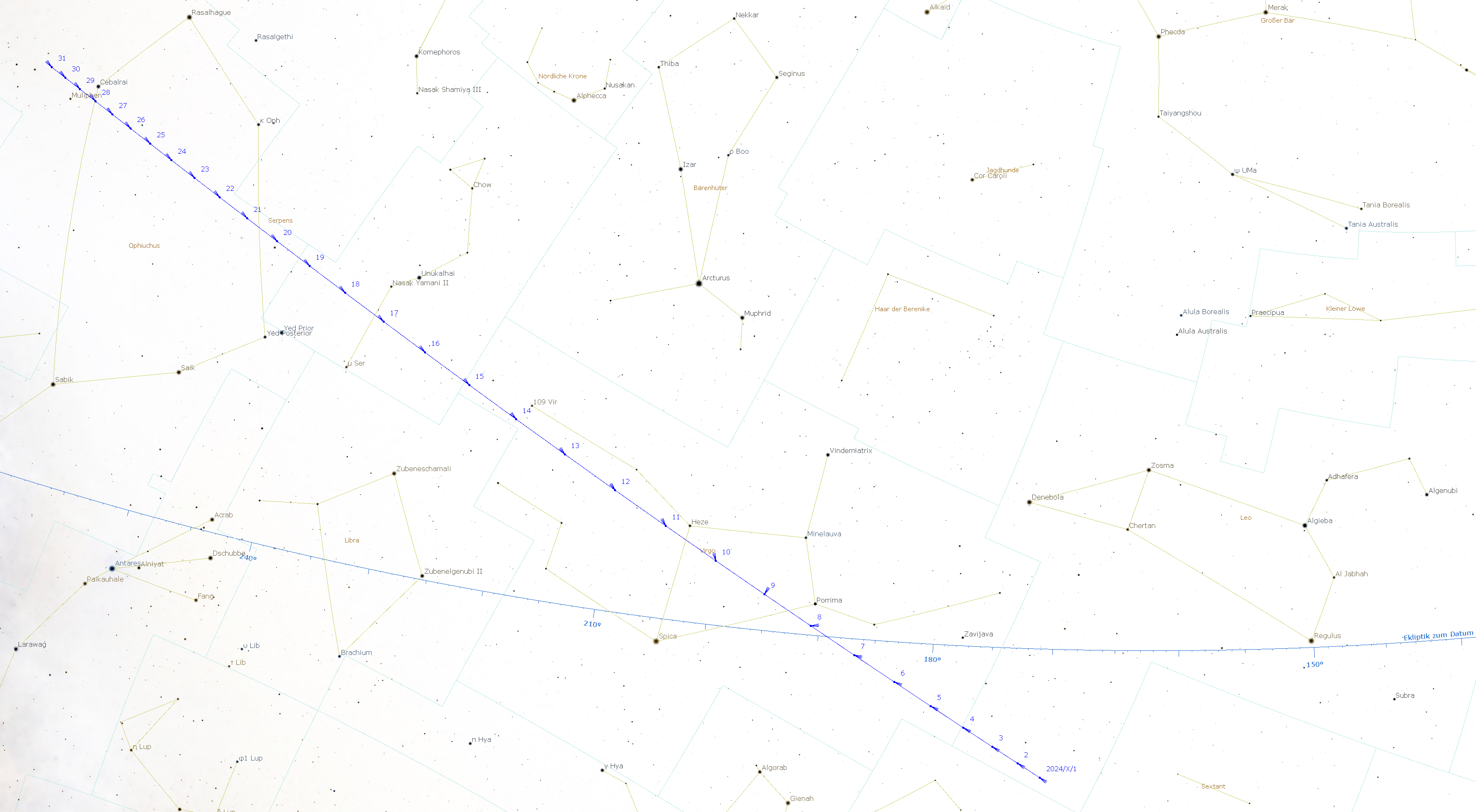
La posició del cometa C/2023 A3 a l'octubre de 2024. El cometa es troba a l'extrem més meridional de la constel·lació de Lleó a uns deu graus al sud de l'eclíptica i es mou a la primera meitat del mes amb una brillantor aparent decreixent a través de la constel·lació de la Verge. Llavors es mou cap a la capçalera occidental de la constel·lació Serpens Caput, i després es mou a través de la constel·lació Ophiuchus. A finals de mes, el cometa arriba a una latitud eclíptica nord de poc més de 27 graus d'arc. Per tant, a la segona quinzena d'octubre el cometa hauria de ser ben visible a l'horitzó occidental després de la posta de sol.